# Henrik Agersborg
Henrik Agersborg (* 5. Juli 1872 in Herøy; † 23. Mai 1942 in Oslo) war ein norwegischer Segler.

## Erfolge
Henrik Agersborg, der für den Kongelig Norsk Seilforening segelte, gewann 1920 in Antwerpen bei den Olympischen Spielen in der 6-Meter-Klasse nach der International Rule von 1907 die Bronzemedaille. Er war Skipper der Stella, deren Crew aus Einar Berntsen und Trygve Pedersen bestand. In drei Wettfahrten gelang der Stella zwar ein Auftaktsieg, wurde jedoch anschließend zweimal in Folge Vierte und damit Letzte. Die Stella hatte damit ebenso wie das belgische Boot Suzy neun Gesamtpunkte, weswegen es zu einer weiteren Wettfahrt zwischen den beiden Yachten kam. Nach einem Sieg der Stella schloss diese die olympische Regatta auf dem dritten Gesamtplatz ab.